# Baconton
Baconton város az Amerikai Egyesült Államok Georgia államában, Mitchell megyében. Lakosainak száma 856 fő (2020. április 1.).

## Népesség
A település népességének változása:

| 2010 | 915 |
| 2020 | 856 |